# Rostislav Vondruška
Rostislav Vondruška (24. března 1961 Kladno – 2. července 2024) byl český manažer a politik v letech 2009–2010 ministr pro místní rozvoj České republiky ve Fischerově vládě.

## Osobní život
V roce 1980 dokončil studium na Hotelové škole v Poděbradech. Poté absolvoval Fakultu ekonomiky služeb a cestovního ruchu VŠE v Bratislavě (1980-1984).
V roce 1985 nastoupil na pozici číšníka v hotelu International Praha, poté zde pracoval jako asistent provozního náměstka. V letech 1995–1996 působil v hotelu Hilton Praha (provozní/noční ředitel) a v hotelu Palace Praha (vedoucí ubytovacího úseku). Od roku 1996 byl generálním ředitelem společnosti Kongresové centrum Praha, a.s., následně od roku 1999 ředitelem prodeje a marketingu v hotelech Marriott, Renaissance Praha a Marriott Executive Aparments. V letech 2000–2002 zastupoval jako jednatel svou firmu Perfomax, s.r.o. V následujících dvou letech pak vedl z pozice ředitele prodeje a marketingu firmu G. Benedikt Karlovy Vary. V letech 2004–2014 byl ředitelem CzechTourism – české centrály cestovního ruchu.
Po pádu Topolánkovy vlády na jaře 2009 byl navržen ČSSD do pozice ministra pro místní rozvoj ČR, kterým byl jmenován 8. května 2009.
V roce 2019 dostal roční podmínku za to, že jako šéf CzechTourismu nakoupil poukazy na wellness za 600 tisíc korun a použil je pro soukromé účely. Rozsudek je pravomocný.
Byl ženatý, měl dvě děti.